# Phoebe Tonkin
Phoebe Jane Elizabeth Tonkin (ur. 12 lipca 1989 w Sydney) – australijska aktorka i modelka. Znana jest z ról w serialach H2O – wystarczy kropla, Pamiętniki Wampirów oraz jego spin-offie The Originals.

## Życiorys
Urodziła się w Sydney w Australii jako córka Jannyfer Tonkin i Nicholasa Tonkina. Ma młodszą siostrę Abby. To jej rodzice zachęcali ją i motywowali do uczęszczania na kursy baletu, tańca współczesnego, stepowania i hip-hopu. W wieku 12 lat zapisała się na kurs w Australian Theatre for Young People (ATYP) w Wharf Theatre. Ukończyła prestiżową Queenwood School dla dziewcząt. Uczęszczała też na prywatne zajęcia teatralne i angażowała się we wszystkie szkolne produkcje, w tym Antygona, Biały żuraw i Weneckie bliźniaczki. Phoebe co roku brała udział w szkolnym festiwalu szekspirowskim, którego kulminacją było zwycięstwo w 2005 w stanowym finale w sztuce Sen nocy letniej.
W grudniu 2005 Tonkin została obsadzona w roli Cleo Sertori w australijskim serialu telewizyjnym dla dzieci H2O – wystarczy kropla o życiu trzech nastoletnich dziewcząt, które zamieniają się w syreny. Serial miał swoją premierę 7 lipca 2006 w Network Ten i od tego czasu został wyemitowany przez ponad 250 milionów widzów na całym świecie. W 2008 Tonkin została nominowana do nagrody Australijskiego Instytutu Filmowego w kategorii „Najlepsza główna aktorka w serialu telewizyjnym”. Serial trwał trzy sezony, a jego finał odbył się 16 kwietnia 2010.
Tonkin jako modelka uczestniczyła w różnych sesjach zdjęciowych do katalogów i magazynów, takich jak „Miss Vogue” (w czerwcu 2013), „Elle” (w marcu 2015, w lipcu 2017, w marcu 2020), „Harper’s Bazaar” (w listopadzie 2018) i „InStyle” (we wrześniu 2019).

## Filmografia
| Lata      | Tytuł                          | Rola             |
| --------- | ------------------------------ | ---------------- |
| 2006–2010 | H2O – wystarczy kropla         | Cleo Sertori     |
| 2009–2010 | Chata pełna Rafterów           | Lexi             |
| 2010      | Jutro: Kiedy zaczęła się wojna | Fiona Maxwell    |
| 2010      | Zatoka serc                    | Adrian Hall      |
| 2011–2012 | Tajemny krąg                   | Faye Chamberlain |
| 2012      | W szczękach rekina 3D          | Jaime            |
| 2012      | Pamiętniki wampirów            | Hayley           |
| 2013–2018 | The Originals                  | Hayley           |
| 2018      | Bloom                          | Młoda Gwen       |
| 2019      | The place of No Words          |                  |
| 2022      | Babylon                        |                  |